# Alto Guadalentín
Die Comarca Alto Guadalentín ist eine der zwölf Comarcas in der autonomen Gemeinschaft Murcia. Die Comarca  ist überwiegend landwirtschaftlich geprägt. Durch das brachlegen großer landwirtschaftlicher Nutzflächen ist die Region von der Wüstenbildung bedroht.
Die im Südwesten gelegene Comarca umfasst 3 Gemeinden auf einer Fläche von 2.071,79 km².

## Gemeinden

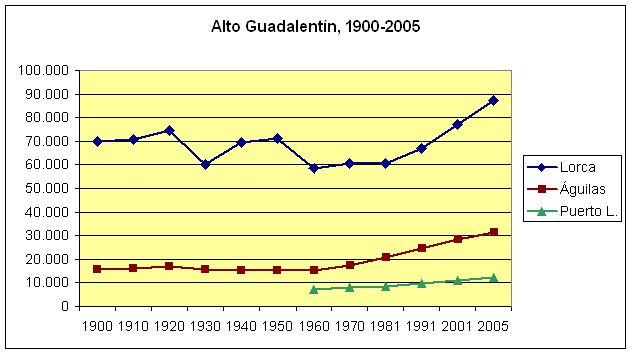
Bevölkerungsentwicklung von 1900 bis 2005

| Gemeinde                 | Einwohner (2024) | Fläche km² | Dichte Einw./km² | Cod INE | Postleitzahl |
| ------------------------ | ---------------- | ---------- | ---------------- | ------- | ------------ |
| Águilas                  | 37.417           | 251,77     | 149              | 30003   | 30880, 30889 |
| Lorca                    | 98.334           | 1.675,21   | 59               | 30024   | 30800        |
| Puerto Lumbreras         | 17.822           | 144,81     | 123              | 30033   | 30890        |
| Comarca Alto Guadalentín | 153.573          | 2.071,79   | 74               | –       | –            |

1. ↑  Instituto Nacional de Estadística Municipal Register of Spain